# Piano piano (film)
Piano piano è un film del 2022 diretto da Nicola Prosatore, al suo esordio alla regia in un lungometraggio. 
Il film, presentato in anteprima il 5 agosto 2022 alla 75ª edizione del Locarno Film Festival, è stato candidato a due Nastro d'argento (miglior soggetto e miglior casting director) ed ha vinto il Premio Fondazione Claudio Nobis per Massimiliano Caiazzo.

## Trama
Anna è quasi adolescente nella Napoli del 1987. La finestra della sua stanza affaccia sul cortile di un palazzo-castello in mezzo a un bellissimo nulla che sta per trasformarsi in una nuova epoca. L'incontro con Peppino, un ragazzo della sua età, e con quel mariuolo che ha destabilizzato il quartiere, la porterà ai confini di quel piccolo mondo. L'infanzia che deve per forza finire, l'adolescenza che cerca il proprio spazio e l'attesa del suo riscatto. Lo stesso che farà tremare un'intera città.

## Distribuzione
Il film è stato presentato in anteprima al Locarno Film Festival il 5 agosto 2022. In seguito, è stato distribuito nelle sale cinematografiche a partire dal 16 marzo 2023. 

## Riconoscimenti
- Nastro d'argento
  - 2023 - Premio Fondazione Claudio Nobis per Massimiliano Caiazzo
  - 2023 - Candidatura al miglior soggetto per Nicola Prosatore e Antonia Truppo
  - 2023 - Candidatura al miglior casting director per Marita D'Elia
- Bimbi Belli
  - 2023 - Premio miglior attore per Antonio De Matteo